# Partidul Democrat Modern din Moldova
Partidul Democrat Modern din Moldova (PDMM; în trecut Partidul „Pro Moldova”) este o formațiune politică de centru-dreapta din Republica Moldova. Partidul a fost fondat de grupul parlamentar PRO Moldova, condus de Andrian Candu, creat în urma scindării Partidului Democrat din Moldova în 2020.

## Ideologie
PRO MOLDOVA este un partid modern de centru-dreapta, susținător al unei democrații liberale autentice. Printre valorile fundamentale ale formațiunii se numără: liberatea și proprietatea individuală și șansa la oportunități egale a tuturor cetățenilor. Aceasta susține o economie socială de piață, având sectorul privat ca principala sursă de locuri de muncă, cu rolul de a genera bunăstare și dezvoltare. 
Partidul își propune să formeze o democrație cât mai participativă, cu un rol mai important al referendumurilor, dorind și scăderea vârstei de vot. În plus, susține descentralizarea țării și formarea unor comunităților locale puternice și autonome, inclusiv financiar. Acesta pune accent pe meritocrație și transparență, pe debirocratizare și digitalizare și pe eliminarea corupției.
PRO MOLDOVA consideră vectorul european ca fiind principala direcție de dezvoltare a Republicii Moldova, dar militează, de asemenea, și pentru o cooperare benefică cu Federația Rusă. Așadar, conform manifestului, parteneriatele cu Uniunea Europeană, cu Statele Unite ale Americii, România și Ucraina sunt de o importanță deosebită.
Totodată, valorifică tradițiile, istoria țării și cultele religioase, „începând cu Biserica Ortodoxă”. Mai mult, partidul militează pentru consolidarea producției naționale în domenii strategice, precum agricultura. 
De asemena, PRO MOLDOVA conștientizează pericolul încălzirii globale și își propune să investească în energii regerabile și să adopte măsuri de protejare a mediul înconjurător.

## Istoric
PRO MOLDOVA a apărut pe scena politică a Republicii Moldova pe 20 februarie 2020, sub forma unui grup parlamentar. 6 deputați au părăsit Partidul Democrat, din cauza unor disensiuni interne. Aceștia au fost: Andrian Candu, Sergiu Sîrbu, Eleonora Graur, Vladimir Cebotari, Grigore Repeșciuc și Corneliu Padnevici, președinte al grupului fiind ales Andrian Candu, iar secretar a fost desemnat Sergiu Sîrbu. Ulterior, grupului parlamentar s-au alăturat alți opt deputați, care părăsiseră Partidul Democrat din Moldova.    
Pe 18 iunie 2020 a fost înregistrat partidul politic ”PRO MOLDOVA”, „partid modern de centru-dreapta, care luptă pentru o Moldovă prosperă și justă pentru fiecare.”
La data de 30 iunie, deputatul Partidului Socialiștilor Ștefan Gațcan s-a alăturat fracțiunii. Această mutare a avut loc pe fondul gestionării defectuase a pandemiei de Coronavirus (COVID-19) de către coaliția de guvernare PSRM-PDM. La scurt timp Ștefan Gațcan a renunțat la mandatul de deputat, ca pe 9 iulie 2020 să se prezinte la ședința Parlamentului, fiind retrasă cererea de demisie din PSRM.
La alegerile prezidențiale din 1 noiembrie 2020, din partea partidului politic „PRO MOLDOVA” a fost ales să candideze Andrian Candu. Comisia Electorală Centrală a refuzat înscrierea Arhivat în 24 octombrie 2020, la Wayback Machine. în cursa electorală, nevalidând un număr de semnături în susținerea candidatului. Decizia CEC a fost contestată la Curtea de Apel și Curtea de Justiție, dar ambele au menținut hotărârea CEC. În raportul său de monitorizare a alegerilor, Promo-Lex a notat că, în privința erorilor minore care permit identificarea și individualizarea susținătorului și întrunesc condițiile privind dreptul de vot, considerăm că acestea nu pot duce la invalidarea semnăturii. De exemplu, înscrierea cu corectări a unor date și aplicarea semnăturii în dreptul unei alte poziții au fost temeiuri pentru invalidarea unor semnături ale susținătorilor lui Andrian Candu20. Reiterăm că erorile minore, dar care permit identificarea alegătorului și voinței acestuia, nu sunt motive prevăzute expres de art. 48, alin. (4) care duc la nulitatea semnăturii. MO Promo-LEX reiterează că condițiile de formă excesive, care nu corespund condițiilor minime din Codul electoral, nu ar trebui să ducă la invalidarea semnăturilor.
În ședința Consiliului Național Politic din octombrie 2021, s-a luat act de demisia lui Andrian Candu din funcția de președinte al formațiunii, ca urmare a retragerii acestuia din politică. Membrii CNP l-au ales pe Boris Foca în calitate de președinte interimar al partidului.   

## Conducerea
- Boris Foca, președinte interimar din 28 octombrie 2021
- Andrian Candu, ex-președinte

## Legături externe
- Website Oficial Arhivat în 15 august 2020, la Wayback Machine.
- Pagina de Facebook